# Shari Lapena
Shari Lapena (1960) é uma romancista canadense. Ela é mais conhecida por seu romance do gênero thriller de 2016, The Couple Next Door, que foi um best-seller no Canadá e internacionalmente, esse livro figurou várias semanas na lista de mais vendidos do New York Times. Os direitos de publicação dos seus livros foram adquiridos em 24 países.
Lapena foi advogada e professora de inglês antes de iniciar sua carreira como escritora, ela publicou seu romance de estreia, Things Go Flying, em 2008, esse romance foi finalista do prêmio Sunburst Award em 2009. Seu segundo romance, Happiness Economics, foi finalista do Prêmio Stephen Leacock em 2012. O terceiro livro dela The Couple Next Door (2016) foi finalista do Goodreads Choice Awards na categoria Mistério e Thriller.

## Obras
- Things Go Flying (2008)
- Happiness Economics (2011)
- The Couple Next Door (2016) em Portugal: O Casal do Lado (Editorial Presença, 2017) no Brasil: O Casal Que Mora ao Lado (Record, 2017)
- A Stranger in the House (2017) em Portugal: Um Estranho Dentro de Casa (Editorial Presença, 2019) no Brasil: Uma Estranha em Casa (Record, 2018)
- An Unwanted Guest (2018)
- Someone We Know (2019) no Brasil: Alguém que Você Conhece (Record, 2023)
- The End of Her (2020)
- Not a Happy Family (2021) no Brasil: O Último Jantar (Record, 2024)
- Everyone Here is Lying (2023)
- What Have You Done? (2024)